# Till Hoffmann
 Till Hoffmann (* 20. Mai 1996 in Freiburg im Breisgau) ist ein deutscher Pianist.

## Leben
Hoffmann erhielt seinen ersten Klavierunterricht mit sechs Jahren. Seit 2005 lernte er bei Nella und Andrej Jussow an der Stuttgarter Musikschule, wo er außerdem an der studienvorbereitenden Ausbildung teilnahm.
Beim Bundeswettbewerb von Jugend musiziert gewann er 2014 einen 1. Preis mit Höchstpunktzahl in der Kategorie „Klavier solo“. Im Oktober 2013 gewann er den 1. Preis beim 8. Köthener Bach-Wettbewerb für junge Pianisten. 2014 war er Stipendiat der Werner-Haas-Stiftung. Im Juli 2015 gewann er den Hauptpreis und elf weitere Preise beim internationalen Klavierpodium der Jugend München.
Ab dem Wintersemester 2014/15 studierte er Klavier an der Hochschule für Musik Karlsruhe in der Klasse von Kaya Han, seit dem Wintersemester 2018/19 ist er Masterstudent in der Klasse von Bernd Goetzke an der Hochschule für Musik, Theater und Medien Hannover.
Am 16. Juli 2016 gewann er den mit 10.000 Euro dotierten 1. Preis beim TONALi Musikwettbewerb in Hamburg. Im Finale spielte er unter der Leitung von Kristiina Poska mit der Deutschen Kammerphilharmonie Bremen in der Hamburger Laeiszhalle.
Till Hoffmann ist Stipendiat der Studienstiftung des deutschen Volkes.